# 1626.
◄ | 16. stoljeće | 17. stoljeće | 18. stoljeće | ►
◄ | 1590-ih | 1600-ih | 1610-ih | 1620-ih | 1630-ih | 1640-ih | 1650-ih | ►
◄◄ | ◄ | 1623. | 1624. | 1625. | 1626. | 1627. | 1628. | 1629. | ► | ►►
Arhitektura • Astronomija • Glazba • Kazalište • Kiparstvo • Knjige • Književnost • Kršćanstvo • Medicina • Politika • Pravo • Promet • Slikarstvo • Znanost

## Rođenja
- Klara Žižić, hrvatska časna sestra († 1706.)

## Smrti
- 8. travnja – Marin Getaldić, hrvatski matematičar i fizičar (* 1568.)
- 9. travnja – Francis Bacon, engleski filozof (* 1561.)
- 28. prosinca – Juraj V. Zrinski, hrvatski ban i vojskovođa (* 1599.)

## Vanjske poveznice
|  | Zajednički poslužitelj ima još gradiva o temi 1626. |